# Don Matteo/Episodenliste
Diese Episodenliste enthält alle Episoden der italienischen Kriminalserie Don Matteo, sortiert nach der italienischen Erstausstrahlung. Die Fernsehserie umfasst 13 Staffeln mit 265 Episoden. Die deutschsprachige Erstausstrahlung startete am 11. November 2022 auf Bibel TV.

## Übersicht
| Staffeln | Episodenanzahl | Erstausstrahlung Italien | Erstausstrahlung Italien | Erstausstrahlung Deutschland | Erstausstrahlung Deutschland |
| Staffeln | Episodenanzahl | Staffelpremiere          | Staffelfinale            | Staffelpremiere              | Staffelfinale                |
| -------- | -------------- | ------------------------ | ------------------------ | ---------------------------- | ---------------------------- |
| 1        | 16             | 7. Januar 2000           | 20. Februar 2000         | 11. November 2022            | 24. Februar 2023             |
| 2        | 16             | 21. Oktober 2001         | 9. Dezember 2001         | 3. März 2023                 | 23. Juni 2023                |
| 3        | 16             | 27. September 2002       | 15. November 2002        | 30. Juni 2023                | 13. Oktober 2023             |
| 4        | 24             | 19. Februar 2004         | 6. Mai 2004              | 20. Oktober 2023             | 19. April 2024               |
| 5        | 24             | 1. Februar 2006          | 27. April 2006           | 26. April 2024               |                              |
| 6        | 24             | 17. Januar 2008          | 10. April 2008           |                              |                              |
| 7        | 24             | 10. September 2009       | 26. November 2009        |                              |                              |
| 8        | 24             | 15. September 2011       | 8. Dezember 2011         |                              |                              |
| 9        | 26             | 9. Januar 2014           | 10. April 2014           |                              |                              |
| 10       | 26             | 7. Januar 2016           | 14. April 2016           |                              |                              |
| 11       | 25             | 11. Januar 2018          | 19. April 2018           |                              |                              |
| 12       | 10             | 9. Januar 2020           | 19. März 2020            |                              |                              |
| 13       | 10             | 31. März 2022            | 26. Mai 2022             |                              |                              |
| 14       | 10             | 2024                     | 2024                     |                              |                              |

## Staffel 1
| Nr. (ges) | Nr. (St.) | Deutscher Titel             | Originaltitel                | Erstausstrahlung I | Erstausstrahlung D | Regie          | Drehbuch                                                |
| --------- | --------- | --------------------------- | ---------------------------- | ------------------ | ------------------ | -------------- | ------------------------------------------------------- |
| 1         | 1         | Der Fremde                  | Lo straniero                 | 7. Januar 2000     | 11. November 2022  | Enrico Oldoini | Alessandro Bencivenni, Carlo Mazzotta, Domenico Saverni |
| 2         | 2         | Eine Routine-Operation      | Una banale operazione        | 7. Januar 2000     | 18. November 2022  | Enrico Oldoini | Paola Catella, Carlo Mazzotta                           |
| 3         | 3         | Der Mut zur Aussage         | Il coraggio di parlare       | 14. Januar 2000    | 25. November 2022  | Enrico Oldoini | Luca Manfredi, Carlo Mazzotta                           |
| 4         | 4         | Anna                        | Anna                         | 14. Januar 2000    | 2. Dezember 2022   | Enrico Oldoini | Francesca Panzarella                                    |
| 5         | 5         | Die Strategie des Skorpions | La strategia dello scorpione | 21. Januar 2000    | 9. Dezember 2022   | Enrico Oldoini | Carlo Mazzotta                                          |
| 6         | 6         | Spürnasen                   | Questione di fiuto           | 21. Januar 2000    | 16. Dezember 2022  | Enrico Oldoini | Paola Catella                                           |
| 7         | 7         | Die alte Rose               | La rosa antica               | 28. Januar 2000    | 23. Dezember 2022  | Enrico Oldoini | Anna Samueli                                            |
| 8         | 8         | Der kleine Engel            | Il piccolo angelo            | 28. Januar 2000    | 30. Dezember 2022  | Enrico Oldoini | Alessandro Bencivenni, Domenico Saverni                 |
| 9         | 9         | Warten auf Gerechtigkeit    | In attesa di giudizio        | 4. Februar 2000    | 6. Januar 2023     | Enrico Oldoini | Alessandro Bencivenni, Domenico Saverni                 |
| 10        | 10        | Die Erpressung              | Il ricatto                   | 4. Februar 2000    | 13. Januar 2023    | Enrico Oldoini | Carlo Mazzotta                                          |
| 11        | 11        | Der Schauspieler            | L'attore                     | 11. Februar 2000   | 20. Januar 2023    | Enrico Oldoini | Paola Catella, Carlo Mazzotta                           |
| 12        | 12        | Im Rausch                   | Stato di ebbrezza            | 11. Februar 2000   | 16. Dezember 2022  | Enrico Oldoini | Anna Samueli                                            |
| 13        | 13        | Ein akademisches Verbrechen | Delitto accademico           | 18. Februar 2000   | 03. Februar 2023   | Enrico Oldoini | Luca Manfredi, Carlo Mazzotta                           |
| 14        | 14        | Liebe kennt kein Alter      | Amore senza età              | 18. Februar 2000   | 10. Februar 2023   | Enrico Oldoini | Carlo Mazzotta                                          |
| 15        | 15        | Das Feuer der Leidenschaft  | Il fuoco della passione      | 20. Februar 2000   | 17. Februar 2023   | Enrico Oldoini | Anna Samueli                                            |
| 16        | 16        | Der Maulwurf                | La mela marcia               | 20. Februar 2000   | 24. Februar 2023   | Enrico Oldoini | Paola Catella, Carlo Mazzotta                           |

## Staffel 2
| Nr. (ges) | Nr. (St.) | deutscher Titel           | Originaltitel                | Erstausstrahlung I | Erstausstrahlung D | Regie          | Drehbuch                            |
| --------- | --------- | ------------------------- | ---------------------------- | ------------------ | ------------------ | -------------- | ----------------------------------- |
| 17        | 1         | Giftige Äpfel             | La mela avvelenata           | 21. Oktober 2001   | 3. März 2023       | Leone Pompucci | Francesca Melandri                  |
| 18        | 2         | Zeichen auf der Haut      | Il marchio sulla pelle       | 21. Oktober 2001   | 10. März 2023      | Leone Pompucci | Francesca Melandri                  |
| 19        | 3         | Herz aus Eis              | Cuore di ghiaccio            | 28. Oktober 2001   | 17. März 2023      | Leone Pompucci | Carlo Mazzotta, Carlo Mazzotta      |
| 20        | 4         | Der Magier                | Il mago                      | 28. Oktober 2001   | 24. März 2023      | Andrea Barzini | Anna Samueli                        |
| 21        | 5         | Fünf Hummer               | Cinque astici                | 4. November 2001   | 31. März 2023      | Andrea Barzini | Duccio Camerini                     |
| 22        | 6         | Cecchini unter Verdacht   | Un uomo onesto               | 4. November 2001   | 14. April 2023     | Leone Pompucci | Duccio Camerini                     |
| 23        | 7         | Der Reisebus              | Il torpedone                 | 11. November 2001  | 21. April 2023     | Leone Pompucci | Massimo Torre                       |
| 24        | 8         | Schwergewicht             | Peso massimo                 | 11. November 2001  | 28. April 2023     | Leone Pompucci | Isabella Franconetti, Mauro Marsili |
| 25        | 9         | Ein riskanter Schachzug   | Mossa d'azzardo              | 18. November 2001  | 5. Mai 2023        | Andrea Barzini | Carlo Mazzotta                      |
| 26        | 10        | Liebe kennt keine Grenzen | Moglie e buoi dei paesi tuoi | 18. November 2001  | 12. Mai 2023       | Andrea Barzini | Isabella Franconetti, Mauro Marsili |
| 27        | 11        | Das Orchester             | La banda                     | 25. November 2001  | 19. Mai 2023       | Andrea Barzini | Francesca Melandri                  |
| 28        | 12        | Der Biss der Schlange     | Il morso del serpente        | 25. November 2001  | 26. Mai 2023       | Leone Pompucci | -                                   |
| 29        | 13        | Die Höhle der Etrusker    | Questione di fegato          | 2. Dezember 2001   | 2. Juni 2023       | Andrea Barzini | -                                   |
| 30        | 14        | Spiel mit dem Feuer       | Scherzare col fuoco          | 2. Dezember 2001   | 9. Juni 2023       | Leone Pompucci | Anna Samueli                        |
| 31        | 15        | Abseits                   | Fuori gioco                  | 9. Dezember 2001   | 16. Juni 2023      | Andrea Barzini | Carlo Mazzotta                      |
| 32        | 16        | Die Beichte               | La confessione               | 9. Dezember 2001   | 23. Juni 2023      | Andrea Barzini | Massimo Torre                       |

## Staffel 3
| Nr. (ges) | Nr. (St.) | Originaltitel                     | deutscher Titel                          | Erstausstrahlung   | Regie          | Drehbuch                                          |
| --------- | --------- | --------------------------------- | ---------------------------------------- | ------------------ | -------------- | ------------------------------------------------- |
| 33        | 1         | I segreti del cuore               | Das Geheimnis des Herzens                | 27. September 2002 | Enrico Oldoini | -                                                 |
| 34        | 2         | In amore non è mai troppo tardi   | In der Liebe ist es nie zu spät          | 27. September 2002 | Leone Pompucci | -                                                 |
| 35        | 3         | Scandalo in città                 | Skandal in der Stadt                     | 4. Oktober 2002    | Enrico Oldoini | Isabella Franconetti, Mauro Marsili               |
| 36        | 4         | Sequestro di persona              | Freiheitsberaubung                       | 4. Oktober 2002    | Andrea Barzini | Anna Samueli                                      |
| 37        | 5         | Il passato ritorna                | Die wiederkehrende Vergangenheit         | 11. Oktober 2002   | Enrico Oldoini | Massimo Torre                                     |
| 38        | 6         | Paura in palcoscenico             | Lampenfieber                             | 11. Oktober 2002   | Andrea Barzini | Andrea Barzini, Chiara Barzini, Mariella Sellitti |
| 39        | 7         | Beauty Farm                       | Schönheitsfarm                           | 18. Oktober 2002   | Andrea Barzini | Chiara Barzini                                    |
| 40        | 8         | L'incarico                        | Der Auftrag                              | 18. Oktober 2002   | Andrea Barzini | Duccio Camerini                                   |
| 41        | 9         | Bellissima                        | Wunderschön                              | 25. Oktober 2002   | Enrico Oldoini | Anna Samueli                                      |
| 42        | 10        | Il mistero del convento           | Das Geheimnis des Klosters               | 25. Oktober 2002   | Leone Pompucci | Duccio Camerini                                   |
| 43        | 11        | Il testimone                      | Der Zeuge                                | 1. November 2002   | Andrea Barzini | Massimo Torre                                     |
| 44        | 12        | Natalina innamorata               | Verliebte Natalina                       | 1. November 2002   | Leone Pompucci | -                                                 |
| 45        | 13        | Tre matrimoni e...un Babbo Natale | Drei Hochzeiten und...ein Weihnachtsmann | 8. November 2002   | Andrea Barzini | -                                                 |
| 46        | 14        | Il re degli scacchi               | Der König des Schachs                    | 8. November 2002   | Andrea Barzini | -                                                 |
| 47        | 15        | La lettera anonima                | Der anonyme Brief                        | 15. November 2002  | Leone Pompucci | -                                                 |
| 48        | 16        | Il volo                           | Der Flug                                 | 15. November 2002  | Andrea Barzini | Isabella Franconetti, Mauro Marsili               |

## Staffel 4
| Nr. (ges) | Nr. (St.) | Originaltitel                | deutscher Titel              | Erstausstrahlung | Regie          | Drehbuch                                                                                 |
| --------- | --------- | ---------------------------- | ---------------------------- | ---------------- | -------------- | ---------------------------------------------------------------------------------------- |
| 49        | 1         | Campagna elettorale          | Der Wahlkampf                | 19. Februar 2004 | Andrea Barzini | Francesco Balletta, Anna Samueli                                                         |
| 50        | 2         | Delitto in biblioteca        | Verbrechen in der Bibliothek | 19. Februar 2004 | Giulio Base    | Alessandro Bencivenni, Domenico Saverni                                                  |
| 51        | 3         | Mio padre è stato in carcere | Mein Vater war im Gefängnis  | 25. Februar 2004 | Giulio Base    | Domenico Saverni                                                                         |
| 52        | 4         | Debito per la vita           | Schulden des Lebens          | 25. Februar 2004 | Giulio Base    | Carlo Mazzotta                                                                           |
| 53        | 5         | Gara di ballo                | Der Tanzwettbewerb           | 26. Februar 2004 | Giulio Base    | Alessandro Bencivenni, Duccio Camerini, Francesca Melandri, Mariella Sellitti, Alysa Sun |
| 54        | 6         | Morte all'alba               | Mord bei Sonnenaufgang       | 26. Februar 2004 | Andrea Barzini | -                                                                                        |
| 55        | 7         | Comma 23                     | Klausel 23                   | 11. März 2004    | Andrea Barzini | -                                                                                        |
| 56        | 8         | Il calice avvelenato         | Der giftige Kelch            | 11. März 2004    | Giulio Base    | -                                                                                        |
| 57        | 9         | La valigia                   | Die Reisetasche              | 18. März 2004    | Andrea Barzini | Mariella Sellitti                                                                        |
| 58        | 10        | L'amore rubato               | Gestohlene Liebe             | 18. März 2004    | Giulio Base    | Francesco Balletta                                                                       |
| 59        | 11        | I volteggi del cuore         | Das Kreisen des Herzens      | 25. März 2004    | Giulio Base    | -                                                                                        |
| 60        | 12        | Delitto in diretta           | Verbrechen live              | 25. März 2004    | Andrea Barzini | -                                                                                        |
| 61        | 13        | Indagine riservata           | Vertrauliche Ermittlung      | 1. April 2004    | Andrea Barzini | -                                                                                        |
| 62        | 14        | L'estraneo                   | Der Fremde                   | 1. April 2004    | Giulio Base    | -                                                                                        |
| 63        | 15        | Misteri e bugie              | Geheimnisse und Lügen        | 8. April 2004    | Andrea Barzini | -                                                                                        |
| 64        | 16        | Dietro il sipario            | Hinter den Kulissen          | 8. April 2004    | Andrea Barzini | Carlo Mazzotta, Herbert Simone Paragnani                                                 |
| 65        | 17        | Merce preziosa               | Wertvolle Ware               | 15. April 2004   | Andrea Barzini | -                                                                                        |
| 66        | 18        | Il dono                      | Die Gabe                     | 15. April 2004   | Andrea Barzini | -                                                                                        |
| 67        | 19        | Il sospetto                  | Der Verdacht                 | 22. April 2004   | Andrea Barzini | Carlo Mazzotta                                                                           |
| 68        | 20        | La legge del caso            | Das Gesetz des Falles        | 22. April 2004   | Andrea Barzini | -                                                                                        |
| 69        | 21        | Cuori solitari               | Einsame Herzen               | 29. April 2004   | Giulio Base    | -                                                                                        |
| 70        | 22        | Vacche grasse, vacche magre  | Dicke Kühe, schlanke Kühe    | 29. April 2004   | Giulio Base    | -                                                                                        |
| 71        | 23        | Il delitto del biberon       | Das Verbrechen der Flaschen  | 6. Mai 2004      | Giulio Base    | -                                                                                        |
| 72        | 24        | Tre spari nel buio           | Drei Schüsse im Dunkeln      | 6. Mai 2004      | Giulio Base    | -                                                                                        |

## Staffel 5
| Nr. (ges) | Nr. (St.) | Originaltitel             | deutscher Titel                  | Erstausstrahlung | Regie                | Drehbuch                                                |
| --------- | --------- | ------------------------- | -------------------------------- | ---------------- | -------------------- | ------------------------------------------------------- |
| 73        | 1         | I conti col passato       | Rechnungen aus der Vergangenheit | 1. Februar 2006  | Elisabetta Marchetti | Carlo Mazzotta                                          |
| 74        | 2         | Tarocchi di sangue        | Tarot aus Blut                   | 1. Februar 2006  | Giulio Base          | Cecilia Calvi                                           |
| 75        | 3         | Al chiaro di luna         | Im Mondschein                    | 2. Februar 2006  | Elisabetta Marchetti | Mauro Graiani                                           |
| 76        | 4         | Falso d'autore            | Fälschung                        | 2. Februar 2006  | Giulio Base          | Mariella Sellitti                                       |
| 77        | 5         | Ultimo enigma             | Letztes Rätsel                   | 9. Februar 2006  | Giulio Base          | Mauro Graiani                                           |
| 78        | 6         | Turista inglese           | Englische Touristen              | 9. Februar 2006  | Elisabetta Marchetti | Giuseppe Furno                                          |
| 79        | 7         | Legittima difesa          | Notwehr                          | 16. Februar 2006 | Elisabetta Marchetti | Alfredo Arciero                                         |
| 80        | 8         | La forza del sorriso      | Die Macht des Lächelns           | 16. Februar 2006 | Giulio Base          | Alessandro Bencivenni, Carlo Mazzotta, Domenico Saverni |
| 81        | 9         | Ultima preda              | Letzte Beute                     | 23. Februar 2006 | Giulio Base          | Francesco Arlanch                                       |
| 82        | 10        | Una domenica tranquilla   | Ein ruhiger Sonntag              | 23. Februar 2006 | Elisabetta Marchetti | Luisa Cotta Ramosino, Lea Tafuri                        |
| 83        | 11        | Errore umano              | Menschliche Fehler               | 9. März 2006     | Giulio Base          | Carlo Mazzotta                                          |
| 84        | 12        | Il sogno spezzato         | Geplatzter Traum                 | 9. März 2006     | Elisabetta Marchetti | Mauro Graiani, Lisetta Renzi                            |
| 85        | 13        | Il ballo delle debuttanti | Der Debütantenball               | 16. März 2006    | Elisabetta Marchetti | Mariella Sellitti                                       |
| 86        | 14        | Acque avvelenate          | Vergiftetes Wasser               | 16. März 2006    | Giulio Base          | Francesca Panzarella                                    |
| 87        | 15        | Caduta dal cielo          | Sturz des Himmels                | 23. März 2006    | Carmine Elia         | Luisa Cotta Ramosino, Mario Ruggeri, Lea Tafuri         |
| 88        | 16        | Sogni e bisogni           | Träume und Wünsche               | 23. März 2006    | Elisabetta Marchetti | Giovanna Caico                                          |
| 89        | 17        | Vuoto di memoria          | Gedächtnislücke                  | 30. März 2006    | Carmine Elia         | Mauro Graiani, Luca Manzi                               |
| 90        | 18        | Panni sporchi             | Schmutzige Wäsche                | 30. März 2006    | Elisabetta Marchetti | Francesco Arlanch                                       |
| 91        | 19        | Arabesque                 | Arabesque                        | 6. April 2006    | Carmine Elia         | Mariella Sellitti                                       |
| 92        | 20        | Cavallo vincente          | Das Siegerpferd                  | 13. April 2006   | Carmine Elia         | Carlo Mazzotta                                          |
| 93        | 21        | Giudizio universale       | Das Jüngste Gericht              | 13. April 2006   | Elisabetta Marchetti | Carlo Mazzotta, Mario Ruggeri, Lea Tafuri               |
| 94        | 22        | Le elezioni del cuore     | Die Wahl des Herzens             | 20. April 2006   | Elisabetta Marchetti | Mauro Graiani                                           |
| 95        | 23        | La posta in gioco         | Der Spieleinsatz                 | 20. April 2006   | Elisabetta Marchetti | Mauro Graiani                                           |
| 96        | 24        | Falsa partenza            | Der Fehlstart                    | 27. April 2006   | Elisabetta Marchetti | Mauro Graiani                                           |

## Staffel 6
| Nr. (ges) | Nr. (St.) | Originaltitel                            | deutscher Titel                            | Erstausstrahlung | Regie                                | Drehbuch                     |
| --------- | --------- | ---------------------------------------- | ------------------------------------------ | ---------------- | ------------------------------------ | ---------------------------- |
| 97        | 1         | Bentornato don Matteo                    | Willkommen Don Matteo!                     | 17. Januar 2008  | Elisabetta Marchetti                 | Mauro Graiani                |
| 98        | 2         | Profumo di caffè                         | Der Duft des Kaffees                       | 17. Januar 2008  | Elisabetta Marchetti                 | Mauro Graiani                |
| 99        | 3         | Cioccolata                               | Schokolade                                 | 24. Januar 2008  | Elisabetta Marchetti                 | Mauro Graiani                |
| 100       | 4         | La stanza di un angelo                   | Das Zimmer eines Engels                    | 24. Januar 2008  | Carmine Elia, Elisabetta Marchetti   | -                            |
| 101       | 5         | La minicubista                           | Die kleine Showtänzerin                    | 31. Januar 2008  | Fabrizio Costa                       | -                            |
| 102       | 6         | Morte di un cantastorie                  | Tod eines Bänkelsängers                    | 31. Januar 2008  | Elisabetta Marchetti                 | -                            |
| 103       | 7         | Il ritmo dei pedali                      | Der Rhythmus der Pedalen                   | 7. Februar 2008  | Fabrizio Costa                       | Francesco Arlanch            |
| 104       | 8         | Il caso del cane scomparso a mezzogiorno | Der Fall des mittags verschwundenen Hundes | 7. Februar 2008  | Elisabetta Marchetti                 | -                            |
| 105       | 9         | Un tocco di fard                         | Ein Hauch von Rouge                        | 14. Februar 2008 | Fabrizio Costa                       | Mauro Graiani                |
| 106       | 10        | Trattamento di benessere                 | Die Wohlfühlbehandlung                     | 14. Februar 2008 | Fabrizio Costa                       | Francesco Arlanch            |
| 107       | 11        | Uno spirito inquieto                     | Ein unruhiger Geist                        | 21. Februar 2008 | Fabrizio Costa                       | -                            |
| 108       | 12        | I segreti degli altri                    | Die Geheimnisse der Anderen                | 21. Februar 2008 | Fabrizio Costa, Elisabetta Marchetti | -                            |
| 109       | 13        | Francesca e il lupo                      | Francesca und der Wolf                     | 6. März 2008     | Fabrizio Costa                       | Mauro Graiani                |
| 110       | 14        | La giostra dei desideri                  | Das Karussell der Wünsche                  | 6. März 2008     | Fabrizio Costa                       | Mauro Graiani                |
| 111       | 15        | Io ti salverò                            | Ich rette Dich                             | 13. März 2008    | Fabrizio Costa                       | Mario Ruggeri                |
| 112       | 16        | Un San Valentino per Natalina            | Valentinstag für Natalina                  | 13. März 2008    | Giulio Base                          | Mauro Graiani                |
| 113       | 17        | Un sogno rubato                          | Ein gestohlener Traum                      | 20. März 2008    | Elisabetta Marchetti                 | Alfredo Arciero              |
| 114       | 18        | Incontri ravvicinati                     | Unheimliche Begegnung                      | 20. März 2008    | Giulio Base                          | Vittorino Testa              |
| 115       | 19        | Il fratello di Natalina                  | Der Bruder von Natalina                    | 27. März 2008    | Giulio Base                          | Mario Ruggeri                |
| 116       | 20        | Crisi sentimentale                       | Beziehungskrise                            | 27. März 2008    | Giulio Base, Carmine Elia            | Francesco Arlanch            |
| 117       | 21        | Una buona annata                         | Ein guter Jahrgang                         | 3. April 2008    | Giulio Base                          | Andrea Oliva                 |
| 118       | 22        | Il tesoro di Orfeo                       | Der Schatz des Orfeo                       | 3. April 2008    | Giulio Base                          | Andrea Oliva, Mario Ruggeri  |
| 119       | 23        | Bravi ragazzi                            | Gute Jungs                                 | 10. April 2008   | Elisabetta Marchetti                 | Mauro Graiani, Mario Ruggeri |
| 120       | 24        | Una dura prova per don Matteo            | Eine harte Probe für Don Matteo            | 10. April 2008   | Elisabetta Marchetti                 | -                            |

## Staffel 7
| Nr. (ges) | Nr. (St.) | Originaltitel                 | deutscher Titel                     | Erstausstrahlung   | Regie                | Drehbuch                                                         |
| --------- | --------- | ----------------------------- | ----------------------------------- | ------------------ | -------------------- | ---------------------------------------------------------------- |
| 121       | 1         | L'ultimo salto                | Der letzte Sprung                   | 10. September 2009 | Lodovico Gasparini   | Mario Ruggeri, Lea Tafuri                                        |
| 122       | 2         | Il mestiere di crescere       | Die Aufgabe der Wachsenden          | 10. September 2009 | Lodovico Gasparini   | Mario Ruggeri, Lea Tafuri, Tiziana Lupi                          |
| 123       | 3         | Orma d'orso                   | Der Fußabdruck eines Bären          | 17. September 2009 | Lodovico Gasparini   | Andrea Valagussa, Francesco Arlanch                              |
| 124       | 4         | La ragazza senza nome         | Das Mädchen ohne Namen              | 17. September 2009 | Giulio Base          | Elena Bucaccio, Mario Ruggeri                                    |
| 125       | 5         | Non è uno scherzo             | Es ist kein Scherz                  | 24. September 2009 | Giulio Base          | Francesca Melandri, Mario Ruggeri                                |
| 126       | 6         | Numeri primi                  | Primzahlen                          | 24. September 2009 | Lodovico Gasparini   | Andrea Valagussa, Francesco Arlanch                              |
| 127       | 7         | Dietro le mura del convento   | Hinter den Mauern des Klosters      | 1. Oktober 2009    | Lodovico Gasparini   | Mario Ruggeri, Mariolina Venezia, Lea Tafuri                     |
| 128       | 8         | Caro papà                     | Lieber Vater                        | 1. Oktober 2009    | Lodovico Gasparini   | Mauro Graiani                                                    |
| 129       | 9         | Una questione d'onore         | Eine Frage der Ehre                 | 8. Oktober 2009    | Lodovico Gasparini   | Andrea Oliva, Mario Ruggeri, Lea Tafuri                          |
| 130       | 10        | Mai dire trenta               | Sag niemals Dreißig                 | 8. Oktober 2009    | Giulio Base          | Mauro Graiani, Riccardo Irrera                                   |
| 131       | 11        | L'anello                      | Der Ring                            | 15. Oktober 2009   | Giulio Base          | Lea Tafuri, Mauro Graiani, Vittorio Testa                        |
| 132       | 12        | Chi ha ucciso Toro Seduto?    | Wer tötete Sitting Bull?            | 15. Oktober 2009   | Giulio Base          | Mauro Graiani, Riccardo Irrera                                   |
| 133       | 13        | Mete ambiziose                | Anspruchsvoll                       | 22. Oktober 2009   | Lodovico Gasparini   | Francesca Melandri, Francesco Arlanch, Lea Tafuri, Mario Ruggeri |
| 134       | 14        | L'anniversario                | Das Jubiläum                        | 22. Oktober 2009   | Giulio Base          | Lea Tafuri, Mario Ruggeri, Maura Nuccetelli                      |
| 135       | 15        | Balla con me                  | Tanz mit mir                        | 29. Oktober 2009   | Giulio Base          | Mario Ruggeri, Lea Tafuri                                        |
| 136       | 16        | Corsa contro il tempo         | Wettlauf gegen die Zeit             | 29. Oktober 2009   | Giulio Base          | Mauro Graiani, Mariolina Venezia                                 |
| 137       | 17        | La cattiva strada             | Der falsche Weg                     | 5. November 2009   | Giulio Base          | Carlotta Wittig, Mario Ruggeri, Lea Tafuri                       |
| 138       | 18        | Amabile chiacchierata         | Liebenswertes Gespräch              | 5. November 2009   | Giulio Base          | Mario Ruggeri, Tiziana Lupi, Lea Tafuri                          |
| 139       | 19        | Perfetta                      | Perfekt                             | 12. November 2009  | Giulio Base          | Francesca Melandri, Mario Ruggeri, Mauro Graiani, Lea Tafuri     |
| 140       | 20        | Tango                         | Tango                               | 12. November 2009  | Giulio Base          | Elena Bucaccio, Mario Ruggeri, Lea Tafuri                        |
| 141       | 21        | Perchè non lo diciamo a papà? | Warum sagen wir es nicht dem Vater? | 19. November 2009  | Giulio Base          | Francesca De Michelis, Mario Ruggeri, Lea Tafuri                 |
| 142       | 22        | Sai chi viene a cena?         | Weißt Du wer zum Essen kommt?       | 19. November 2009  | Giulio Base          | Mariella Sellitti, Mario Ruggeri, Lea Tafuri                     |
| 143       | 23        | Una margherita per Natalina   | Eine Margherita für Natalina        | 26. November 2009  | Elisabetta Marchetti | Mario Ruggeri, Mauro Graiani, Luisa Cotta Ramosino, Lea Tafuri   |
| 144       | 24        | Ad ogni costo                 | Um jeden Preis                      | 26. November 2009  | Elisabetta Marchetti | Mario Ruggeri, Lea Tafuri                                        |

## Staffel 8
| Nummer | Italienische Originaltitel   | In Deutsch übersetzte Titel        |
| ------ | ---------------------------- | ---------------------------------- |
| 1      | Era mia figlia               | Sie war meine Tochter              |
| 2      | Rave party                   | Rave-Party                         |
| 3      | Prova d'amore                | Test der Liebe                     |
| 4      | L'uomo che sapeva volare     | Der Mann, der fliegen konnte       |
| 5      | Il ritorno                   | Die Rückkehr                       |
| 6      | Tre nipoti e una tata        | Drei Enkel und ein Kindermädchen   |
| 7      | Severino innamorato          | Severino ist verliebt              |
| 8      | Un'altra vita                | Ein anderes Leben                  |
| 9      | Sposami                      | Heirate mich                       |
| 10     | Tiro mancino                 | Schlag unter die Gürtellinie       |
| 11     | Il suocero ha sempre ragione | Der Schwiegervater hat immer Recht |
| 12     | I segreti di Gubbio          | Die Geheimnisse von Gubbio         |
| 13     | Scelta di vita               | Entscheidung für's Leben           |
| 14     | Generazione Y                | Generation Y                       |
| 15     | Il giorno più bello          | Der glücklichste Tag               |
| 16     | La bambina del miracolo      | Das Kind des Wunders               |
| 17     | Vecchie amiche               | Alte Freunde                       |
| 18     | Il bambino conteso           | Das begehrte Kind                  |
| 19     | L'ombra del sospetto         | Der Schatten des Verdachts         |
| 20     | Indagine su una figlia       | Untersuchung einer Tochter         |
| 21     | L'amore non basta            | Liebe ist nicht genug              |
| 22     | Tradimenti                   | Verrat                             |
| 23     | Tutto è perduto              | Alles ist verloren                 |
| 24     | Don Matteo sotto accusa      | Don Matteo unter Anklage           |

## Staffel 9
| Nummer | Italienische Originaltitel       | In Deutsch übersetzte Titel            |
| ------ | -------------------------------- | -------------------------------------- |
| 1      | Un nuovo inizio                  | Ein neuer Anfang                       |
| 2      | La seconda moglie                | Die Zweite Frau                        |
| 3      | Testimone d'accusa               | Zeuge der Anklage                      |
| 4      | Prova d'amore                    | Liebesbeweis                           |
| 5      | Il record della vita             | Die Entwicklung des Lebens             |
| 6      | Fuori dal mondo                  | Nicht von dieser Welt                  |
| 7      | Il coraggio di una figlia        | Der Mut einer Tochter                  |
| 8      | Una vita sul filo                | Ein Leben auf dem Drahtseil            |
| 9      | L'ultimo colpo                   | Der letzte Coup                        |
| 10     | Cyberbulli                       | Cyber-Mobbing                          |
| 11     | Vicini e incredibilmente lontani | Nachbarn und doch unglaublich weit weg |
| 12     | Scommessa perdente               | Verlierer der Wette                    |
| 13     | Il prezzo dell'amore             | Der Preis der Liebe                    |
| 14     | La straniera                     | Die Fremde                             |
| 15     | Questione di priorità            | Eine Frage der Priorität               |
| 16     | La scelta                        | Die Wahl                               |
| 17     | Sotto accusa                     | Unter Anklage                          |
| 18     | La veggente                      | Die Wahrsagerin                        |
| 19     | Il bambino conteso               | Ein Kind steht dazwischen              |
| 20     | Mio figlio                       | Mein Sohn                              |
| 21     | Affari di famiglia               | Familiengeschäfte                      |
| 22     | Niente da perdere                | Nichts zu verlieren                    |
| 23     | Una favola vera                  | Ein Märchen wird wahr                  |
| 24     | Il ritorno di Alma               | Almas Rückkehr                         |
| 25     | Vecchi ricordi                   | Alte Erinnerungen                      |
| 26     | Addio Natalina!                  | Auf Wiedersehen Natalina!              |

## Staffel 10
| Nummer | Italienische Originaltitel | In Deutsch übersetzte Titel        |
| ------ | -------------------------- | ---------------------------------- |
| 1      | La colpa                   | Die Schuld                         |
| 2      | Colpi proibiti             | Todesurteil                        |
| 3      | Senza via d'usita          | Ohne Ausweg                        |
| 4      | Distanza di sicurezza      | Sicherheitsabstand                 |
| 5      | Pensavo fosse amore        | Ich dachte es war Liebe            |
| 6      | Fuori dal gioco            | Aus dem Spiel                      |
| 7      | Non è colpa delle stelle   | Es ist nicht die Schuld der Sterne |
| 8      | Medical Market             | Medizinischer Markt                |
| 9      | L'amore a chilometro zero  | Liebe auf dem Nullpunkt            |
| 10     | L'uomo dei carrelli        | Der Mann der Wagen                 |
| 11     | E tu quanto vali?          | Und was bist Du Wert?              |
| 12     | Liberi dal male            | Frei vom Bösen                     |
| 13     | Piccole stelle             | Kleine Sterne                      |
| 14     | Cam Mom                    | Kamera-Mutter                      |
| 15     | La promessa                | Das Versprechen                    |
| 16     | La vita è un film          | Das Leben ist ein Film             |
| 17     | L'amico ritrovato          | Der wiedergefundene Freund         |
| 18     | Le due madri               | Die zwei Mütter                    |
| 19     | La diva                    | Die Diva                           |
| 20     | L'inganno                  | Der Betrug                         |
| 21     | L'ultimo ricordo           | Die letzte Erinnerung              |
| 22     | Resurrezione               | Auferstehung                       |
| 23     | Il contagio                | Die Epidemie                       |
| 24     | Ultimo giro di giostra     | Letzte Runde des Turniers          |
| 25     | La fuga                    | Die Flucht                         |
| 26     | Nei secoli fedele          | Für immer treu                     |

## Staffel 11
| Nummer | Italienische Originaltitel | In Deutsch übersetzte Titel    |
| ------ | -------------------------- | ------------------------------ |
| 1      | L'errore più bello         | Der schönste Fehler            |
| 2      | Scene da un matrimonio     | Szenen einer Ehe               |
| 3      | Salvazione                 | Erlösung                       |
| 4      | Per il loro bene           | Zu ihrem Besten                |
| 5      | La vera ricchezza          | Wahrer Reichtum                |
| 6      | Il prezzo del talento      | Der Preis des Talents          |
| 7      | L'amore sbagliato          | Die falsche Liebe              |
| 8      | Avrò cura di te            | Ich werde mich um Dich kümmern |
| 9      | La mia giustizia           | Meine Gerechtigkeit            |
| 10     | La notte dell'anima        | Die Nacht der Seele            |
| 11     | Ancora bambina             | Noch immer Kind                |
| 12     | Scegli me!                 | Wähle mich!                    |
| 13     | Pene d'amore               | Strafen der Liebe              |
| 14     | Una famiglia normale       | Eine normale Familie           |
| 15     | Una questione personale    | Eine persönliche Frage         |
| 16     | Una die quelle             | Eine von denen                 |
| 17     | Genitori e figli           | Eltern und Kinder              |
| 18     | Don Matteo sotto tiro      | Don Matteo unter Beschuss      |
| 19     | Dimmi chi sei              | Sag mir, wer Du bist           |
| 20     | Sola andata                | Nur Hinweg                     |
| 21     | La crepa                   | Der Riss                       |
| 22     | Premonizioni               | Vorahnungen                    |
| 23     | Tutta la vita              | Das ganze Leben                |
| 24     | Il potere del perdono      | Die Kraft der Vergebung        |
| 25     | Il bambino di Natale       | Das Kind der Weihnacht         |

## Staffel 12
Die zehn Folgen der zwölften Staffel sind nach den zehn Geboten benannt.
| Nummer | Italienische Originaltitel            | In Deutsch übersetzte Titel                                |
| ------ | ------------------------------------- | ---------------------------------------------------------- |
| 1      | Non avrai altro Dio all'infuori di me | Du sollst keine anderen Götter haben neben mir             |
| 2      | Non nominare il nome di Dio invano    | Du sollst den Namen Gottes nicht missbrauchen              |
| 3      | Ricordati di santificare le feste     | Du sollst den Feiertag heiligen                            |
| 4      | Onora il padre e la madre             | Du sollst den Vater und die Mutter ehren                   |
| 5      | Non uccidere                          | Du sollst nicht töten                                      |
| 6      | Non commettere adulterio              | Du sollst nicht ehebrechen                                 |
| 7      | Non rubare                            | Du sollst nicht stehlen                                    |
| 8      | Non dire falsa testimonianza          | Du sollst nicht falsch Zeugnis reden wider deinen Nächsten |
| 9      | Non desiderare la donna d'altri       | Du sollst nicht begehren deines Nächsten Weib              |
| 10     | Non desiderare la roba d'altri        | Du sollst nicht begehren den Besitz deines Nächsten        |

## Staffel 13
Die vierte Folge der 13. Staffel ist die letzte Episode mit Terence Hill als Don Matteo.
| Nummer | Italienische Originaltitel                                    | In Deutsch übersetzte Titel                                                          |
| ------ | ------------------------------------------------------------- | ------------------------------------------------------------------------------------ |
| 1      | Il giorno perfetto                                            | Der perfekte Tag                                                                     |
| 2      | Amore e rabbia                                                | Liebe und Zorn                                                                       |
| 3      | Il sacrificio della regina                                    | Das Opfer der Königin                                                                |
| 4      | Così vicini, così lontani                                     | So nah, so weit                                                                      |
| 5      | L'amico ritrovato                                             | Der wiederentdeckte Freund                                                           |
| 6      | L'innocente                                                   | Der Unschuldige                                                                      |
| 7      | Le colpe degli altri                                          | Die Fehler der anderen                                                               |
| 8      | Ma è l'amore che fa la famiglia o la famiglia che fa l'amore? | Aber ist es die Liebe, die die Familie macht, oder die Familie, die die Liebe macht? |
| 9      | Il coraggio di credere                                        | Der Mut zu glauben                                                                   |
| 10     | Dimenticando Matteo                                           | Das Vergessen von Matteo                                                             |